# Rocky Mountain Rendezvous

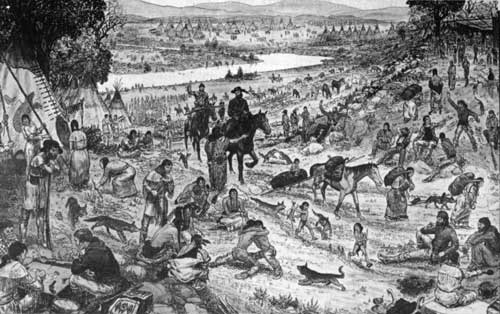
Rocky Mountain Rendevouz

El rendezvous de les Muntanyes Rocoses (en anglès, Rocky Mountain Ranglès: Rocky Mountain Rendezvousdezvous, una expressió usada en l'argot paranyers que cap a ús literal la paraula francesa «rendezvous», 'trobada') va ser una cita que se celebrava anualment (1825-1840) en diferents llocs de les muntanyes Rocoses i que permetia la trobada entre representants de les companyies del comerç de pells i paranyers i homes de la muntanya que venien les seves pells i cuirs i reposaven els seus subministraments. Les grans empreses de la pell organitzaven juntes recuas de mules que conduïen fardells amb subministraments a un lloc pre-anunciat cada primavera-estiu i allí establien un comerç lleial per les pells al final de la temporada. Normalment després les companyies britàniques enviaven l'adquirit a Fort Vancouver, al nord-oest del Pacífic, i les companyies nord-americanes a un dels ports septentrionals del riu Missouri, com St. Joseph.
Aquests rendezvous van ser molt coneguts perquè van ser llocs animats i alegres, on tots els paranyers se'ls va permetre lliures, indis, dones índies dels paranyers i nens, viatgers i, més tard, fins i tot turistes que s'aventuraven a partir fins i tot des d'Europa per observar les festivitats. James Beckwourth, un dels assistents, ho va descriure així:

## Origen
El juliol 1822 es va aprovar als Estats Units una llei que prohibia la venda d'alcohol als indis. Abans d'això, el comerç de pells s'havia basat que els indis posaven paranys i obtenien les pells, que després eren portades als llocs de comerç en els quals, cada vegada amb major freqüència, els indis ingerien licor, tant com un mitjà real d'intercanvi com amb la finalitat de que fossin flexibles i poguessin ser enganyats fàcilment. El patró estava tan fermament establert que era difícil fer negocis sense una font important d'alcohol.
El major Andrew Henry (c. 1775-1832) va suposar que els paranyers indis i la seva xarxa de llocs comercials es tornaven llavors innecessaris, i en el seu lloc va recórrer a entrenar a joves nord-americans perquè fossin ells els que posessin els paranys. Va fundar en 1823 en Sant Luis (Missouri), amb el general William H. Ashley (1778-1838), una companyia dedicada al comerç de pells, la Rocky Mountain Fur Company, que va ser coneguda com els Cent de Ashley (Ashley's Hundred), ja que va organitzar la seva primer expedició amb «cent joves emprenedors... per ascendir el riu Missouri fins al seu origen, on seran emprats per un, dos o tres anys». A l'any següent ja va organitzar una trobada («rendezvous»), en la qual se'ls proporcionarien subministraments i es recollirien les pells, trobada que en general se celebraria una vegada a l'any en llocs prèviament convinguts.

### Localitzacions de les trobades
- 1825 – McKinnon, Wyoming[1]

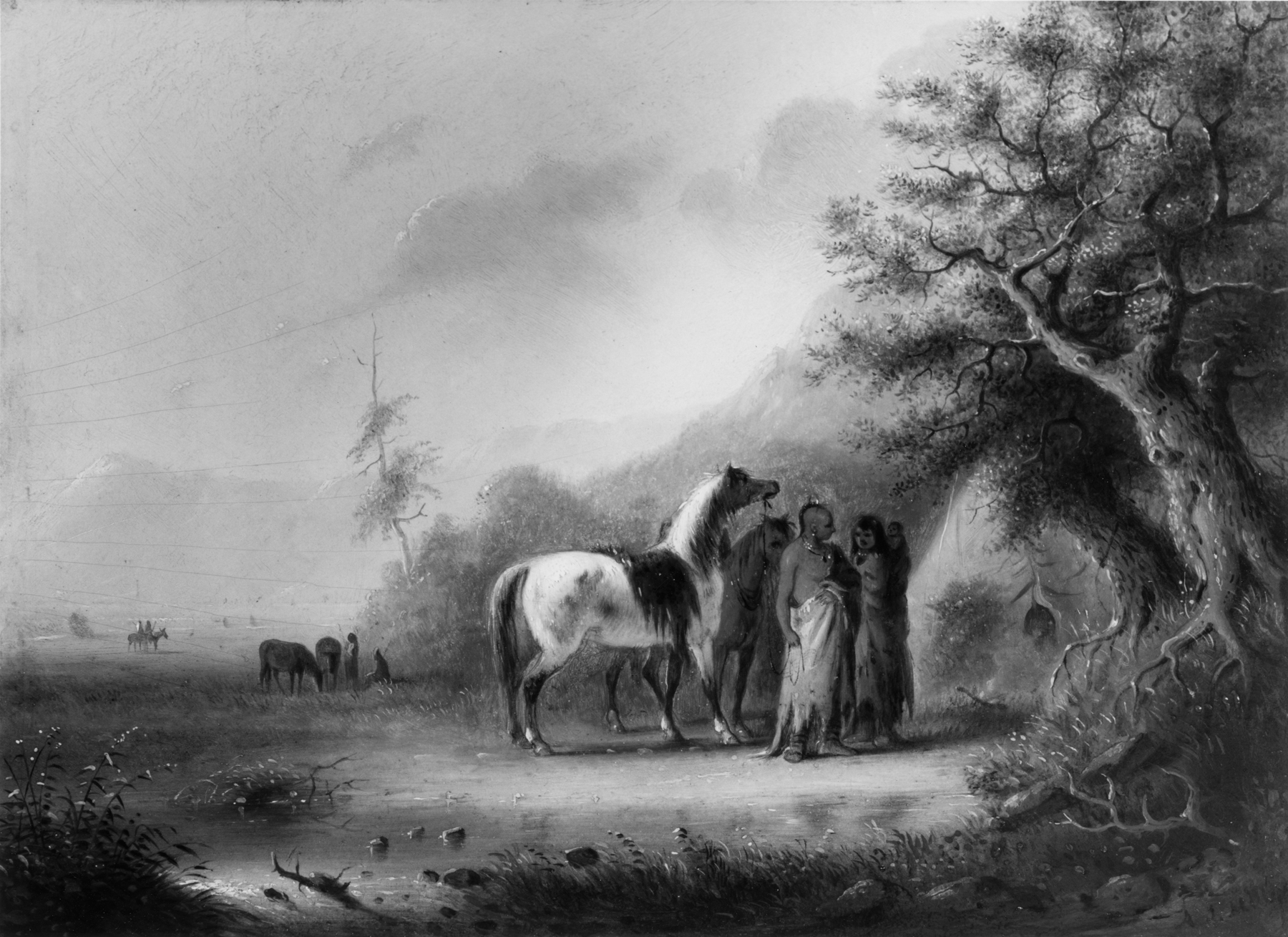
Alfred Jacob Miller - Sioux Indians in the Mountains

- 1826 – Cache Valley, Utah, ja sigui a l'actual Cove o a la més meridional Hyrum – Jedediah Smith, David Jackson i William Sublette van comprar la companyia al seu fundador Ashley.
- 1827 – Bear Lake, prop de l'actual Laketown, Utah – conflictes i lluites amb els indis peus negres durant la trobada.
- 1828 – Bear Lake, prop de Laketown, Utah – baralles amb els peus negres.
- 1829 – Lander, Wyoming
- 1830 – Riverton, Wyoming – la companyia va ser venuda a Jim Bridger, Thomas Fitzpatrick, Milton Sublette (el germà de William), Henry Freab i Baptiste Gervais.
- 1831 – Cache Valley, Utah (com el 1826) – el suport va arribar tard, així que no va haver-hi un veritable rendezvous.
- 1832 – Pierre's Hole, Idaho.
- 1833 – Daniel, Wyoming.
- 1834 – Granger, Wyoming – Es va dissoldre la companyia pelletera "Rocky Mountain Fur Company" i la "American Fur Company" es va fer càrrec del subministrament del rendezvous.
- 1835 – Daniel, Wyoming
- 1836 – Daniel, Wyoming
- 1837 – Daniel, Wyoming
- 1838 – Riverton, Wyoming
- 1839 – Daniel, Wyoming
- 1840 – Daniel, Wyoming

## Els rendezvous avui
Els rendezvous encara se celebren com a reunions d'individus o clubs afins en molts àmbits de la vida. La cita dels comerciants de pells se celebra organitzada per clubs tradicionals d'escopetes de pólvora en tots els EUA i el Canadà. Aquestes reunions van des de petites reunions patrocinades per clubs locals fins a grans reunions com el Pacific Primitive Rendezvous i uns altres. En aquestes reunions es recreen moltes de les activitats dels rendezvous originals, centrades entorn dels trets de mosquetons, armes comercials i escopetes, el llançament de ganivets i destrals de guerra i tir amb arcs primitius, així com cuina, ball, cant, narracions de relats de trobades passades. Els participants en aquestes trobades són paranyers, comerciants, mestresses de casa, nadius americans, homes de la frontera, paranyers lliures i molts altres, incloent soldats.